# Arsienij Łogaszow
Arsienij Maksimowicz Łogaszow (ros. Арсений Максимович Логашов, ur. 20 sierpnia 1991 w Kursku) – piłkarz rosyjski grający na pozycji obrońcy. Od 2018 roku jest zawodnikiem klubu FK Rostów.

## Kariera klubowa
Swoją karierę piłkarską Łogaszow rozpoczął w klubie Sportakadiemkłub Moskwa. W 2008 roku zadebiutował w jego barwach w Pierwszej Dywizji. Grał w nim do końca roku. Na początku 2009 roku przeszedł do FK Chimki, występującego w Priemjer-Lidze. Swój debiut w Chimki zanotował 18 września 2009 w przegranym 0:2 meczu ze Spartakiem Nalczyk. W 2009 roku spadł z Chimki do Pierwszej Dywizji. W Chimki występował do połowy 2011 roku.
Latem 2011 roku Łogaszow przeszedł do Anży Machaczkała. W Anży zadebiutował 12 marca 2012 w zremisowanym 0:0 domowym spotkaniu ze Spartakiem Moskwa. Na początku 2012 roku został wypożyczony z Anży do Fakiełu Woroneż. Po zakończeniu sezonu 2011/2012 wrócił do Anży.
Latem 2013 roku Łogaszow został zawodnikiem Lokomotiwu Moskwa, a niedługo potem został wypożyczony do FK Rostów. Następnie grał w FK Tosno i Bałtice Kaliningrad. W 2018 ponownie został zawodnikiem FK Rostów.
| Sezon   | Klub                    | Kraj  | Rozgrywki        | Mecze | Bramki |
| ------- | ----------------------- | ----- | ---------------- | ----- | ------ |
| 2008    | Sportakadiemkłub Moskwa | Rosja | Pierwyj diwizion | 18    | 0      |
| 2009    | FK Chimki               | Rosja | Priemjer-Liga    | 6     | 0      |
| 2010    | FK Chimki               | Rosja | Pierwyj diwizion | 20    | 0      |
| 2011/12 | FK Chimki               | Rosja | Pierwyj diwizion | 17    | 0      |
| 2011/12 | Anży Machaczkała        | Rosja | Priemjer-Liga    | 9     | 0      |
| 2011/12 | Fakieł Woroneż          | Rosja | Pierwyj diwizion | 14    | 0      |
| 2012/13 | Anży Machaczkała        | Rosja | Priemjer-Liga    | 19    | 0      |
| 2013/14 | Anży Machaczkała        | Rosja | Priemjer-Liga    | 2     | 0      |
| 2013/14 | FK Rostów               | Rosja | Priemjer-Liga    | 23    | 1      |
| 2014/15 | Lokomotiw Moskwa        | Rosja | Priemjer-Liga    | 7     | 0      |
| 2015/16 | Lokomotiw Moskwa        | Rosja | Priemjer-Liga    | 8     | 0      |
| 2016/17 | Lokomotiw Moskwa        | Rosja | Priemjer-Liga    | 0     | 0      |
| 2016/17 | FK Tosno                | Rosja | Pierwyj diwizion | 5     | 0      |
| 2017/18 | Bałtika Kaliningrad     | Rosja | Pierwyj diwizion | 36    | 0      |

## Kariera reprezentacyjna
W swojej karierze Łogaszow rozegrał 4 mecze w reprezentacji Rosji U-21. W dorosłej reprezentacji zadebiutował 15 sierpnia 2012 roku w zremisowanym 1:1 towarzyskim meczu z Wybrzeżem Kości Słoniowej, rozegranym w Moskwie.